# عمر أبو القاسم الككلي
عمر أبو القاسم الككلي (وُلد في طرابلس عام 1953 ميلاديًا) هو كاتبٌ وقاصٌ ليبي. تلقى تعليمه الابتدائي في مدارس طرابلس ثم انتقل إلى بنغازي ليُكمل تعليمه في كلية آداب جامعة بنغازي. بدأ بكتابة القصة منذ مطلع سبعينات القرن العشرين. كان قد خرج من السجن في 3 مارس (آذار) 1980. تُرجمت بعض قصصه إلى الإنجليزية.

## مؤلفاته
من مؤلفاته:
1. «صناعة محلية»، صدر عام 1999 عن الهيئة المصرية العامة للكتاب. (ردمك 9789959000712)
2. «منابت الحنظل»، صدر عام 2006 عن مجلس الثقافة العام الليبي. (ردمك 9789959380760)
3. «الصرة الزرقاء»، صدر عام 2010 عن مجلس الثقافة العام الليبي. (ردمك 9789959388513)
4. «سِجْنيّات»،[3] صدر عام 2012 عن دار الفرجاني. (ردمك 9789959420268)
5. «التجريف الثقافي: مقالات متنوعة»، صدر عام 2020 عن مجموعة الوسط للإعلام.[6] (ردمك 9789959121349)
6. «أشتات الذات (سرديات العمر)»، صدر عام 2021 عن دار الرواد.

## وصلات خارجية
- الفيتوري، صابر (2 أبريل 2008). "حوار مع القاص الليبي: عمر أبو القاسم الككلي". www.alnoor.se. مؤسسة النور للثقافة والإعلام. مؤرشف من الأصل في 2013-04-10. اطلع عليه بتاريخ 2021-07-30.